# Taeniopteryx parvula
Taeniopteryx parvula är en bäcksländeart som beskrevs av Banks 1918. Taeniopteryx parvula ingår i släktet Taeniopteryx och familjen vingbandbäcksländor. Inga underarter finns listade i Catalogue of Life.